# Lily Castel
Alice Van Acker (Gent, 10 april 1937), beter bekend onder haar artiestennaam Lily Castel, is een Belgische zangeres die haar land, samen met Jacques Raymond, vertegenwoordigde tijdens het Eurovisiesongfestival 1971.

## Levensloop
Lily Castel begon haar carrière als danseres. Ze werd ontdekt tijdens de talentenshow Ontdek de ster (1958) op de toenmalige BRT. Ze zong geregeld met orkesten en kwam ook regelmatig op televisie, nationaal en internationaal. Zo was ze te zien op het Songfestival in Sopot. In 1970 maakte ze een tournee met Lize Marke.
In 1971 wisten Nicole & Hugo de Belgische preselectie voor het Eurovisiesongfestival comfortabel te winnen met Goeiemorgen, morgen. Ze zouden België vertegenwoordigen tijdens het zestiende festival in Dublin, Ierland, op 3 april. Echter, minder dan een week voor het festival, werd Nicole getroffen door geelzucht, en moest ze zich terugtrekken. De BRT vroeg Lily Castel en Jacques Raymond om in te vallen. Op enkele dagen tijd leerden ze samen het lied en de bijbehorende danspasjes in. Uiteindelijk eindigde België veertiende van 18 landen.
Na het Eurovisiesongfestival bleef Lily Castel nog jarenlang actief als zangeres. De Gentse journalist Alex De Teyger (ADT) schreef over haar het boek Lily Castel. Een lied. Een leven. Een liederlijk leven (Bola Editions).
1956: Fud Leclerc + Mony Marc · 
1957: Bobbejaan Schoepen · 
1958: Fud Leclerc · 
1959: Bob Benny · 
1960: Fud Leclerc · 
1961: Bob Benny · 
1962: Fud Leclerc · 
1963: Jacques Raymond · 
1964: Robert Cogoi · 
1965: Lize Marke · 
1966: Tonia · 
1967: Louis Neefs · 
1968: Claude Lombard · 
1969: Louis Neefs · 
1970: Jean Vallée · 
1971: Lily Castel & Jacques Raymond · 
1972: Serge & Christine Ghisoland · 
1973: Nicole & Hugo · 
1974: Jacques Hustin · 
1975: Ann Christy · 
1976: Pierre Rapsat · 
1977: Dream Express · 
1978: Jean Vallée · 
1979: Micha Marah · 
1980: Telex · 
1981: Emly Starr · 
1982: Stella · 
1983: Pas de Deux · 
1984: Jacques Zegers · 
1985: Linda Lepomme · 
1986: Sandra Kim · 
1987: Liliane Saint-Pierre · 
1988: Reynaert · 
1989: Ingeborg · 
1990: Philippe Lafontaine · 
1991: Clouseau · 
1992: Morgane · 
1993: Barbara · 
1995: Frédéric Etherlinck · 
1996: Lisa del Bo · 
1998: Mélanie Cohl · 
1999: Vanessa Chinitor · 
2000: Nathalie Sorce · 
2002: Sergio & The Ladies · 
2003: Urban Trad · 
2004: Xandee · 
2005: Nuno Resende · 
2006: Kate Ryan · 
2007: The KMG's · 
2008: Ishtar · 
2009: Copycat · 
2010: Tom Dice · 
2011: Witloof Bay · 
2012: Iris · 
2013: Roberto Bellarosa · 
2014: Axel Hirsoux · 
2015: Loïc Nottet · 
2016: Laura Tesoro · 
2017: Blanche · 
2018: Sennek · 
2019: Eliot · 
2021: Hooverphonic · 
2022: Jérémie Makiese · 
2023: Gustaph · 
2024: Mustii · 
2025: Red Sebastian
- Gemeinsame Normdatei: 1025268032
- International Standard Name Identifier: 0000 0003 7665 8792
- MusicBrainz: febe0616-a166-4190-a124-3d5d5612bcd1
- Virtual International Authority File: 254016765
- WorldCat: E39PBJbCG4BdXQhpJ89cYHPfbd